# Janusz Kubasiewicz
Janusz Bogusław Kubasiewicz (ur. 26 grudnia 1938 w Warszawie) – polski polityk i działacz partyjny.

## Życiorys
Syn Stefana i Janiny. W 1969 ukończył politologię na Uniwersytecie Warszawskim.
W latach 1960–1972 był pracownikiem aparatu Związku Młodzieży Socjalistycznej (pełnił m.in. obowiązki wiceprzewodniczącego organizacji stołecznej ZMS), następnie był sekretarzem Zarządu Głównego ZMS. W 1961 wstąpił do Polskiej Zjednoczonej Partii Robotniczej. Od 1968 zatrudniony w Komitecie Wojewódzkim PZPR w Warszawie, zaś od 1972 w Komitecie Centralnym PZPR. W latach 1976–1980 zastępca kierownika Wydziału Organizacyjnego KC PZPR. W latach 1980–1981 pełnił funkcję I sekretarza Komitetu Wojewódzkiego oraz przewodniczącego Wojewódzkiej Rady Narodowej w Skierniewicach. W okresie 1984–1985 był kierownikiem Wydziału Społeczno-Prawnego KC PZPR. W grudniu 1985 został członkiem Zespołu do rozpatrzenia i przygotowania propozycji dotyczących uzupełnień i zmian w "Statucie PZPR" przed X Zjazdem PZPR, który odbył się w lipcu 1986.     
Od 1985 do 1990 był I sekretarzem Komitetu Warszawskiego PZPR. W okresie od 3 lipca 1986 do 29 lipca 1989 był zastępcą członka Biura Politycznego KC PZPR, a następnie – do 29 stycznia 1990 – członkiem Biura Politycznego KC PZPR. W latach 80. był członkiem Rady Redakcyjnej organu teoretycznego i politycznego KC PZPR Nowe Drogi. 28 listopada 1988 wszedł w skład Honorowego Komitetu Obchodów 40-lecia Kongresu Zjednoczeniowego PPR – PPS – powstania PZPR. W latach 1986-1989 był członkiem Komisji ds. Wewnątrzpartyjnych oraz Działalności Partii w Organach Przedstawicielskich i Administracji Państwowej Komitetu Centralnego.

## Odznaczenia
- Krzyż Oficerski Orderu Odrodzenia Polski
- Krzyż Kawalerski Orderu Odrodzenia Polski
- Złoty Krzyż Zasługi
- Medal 30-lecia Polski Ludowej (1974)
- Medal 40-lecia Polski Ludowej (1984)
- Odznaka „Zasłużony Działacz LOK” (1970)[6]
- Srebrny Order „Gwiazda Przyjaźni między Narodami” (Niemcy Wschodnie, 1986)[7]